# Gigli
Gigli (Duro Amor, em Portugal, ou Contato de Risco no Brasil) é um filme de comédia romântica dos Estados Unidos de 2003, realizado por Martin Brest, e estrelado por Ben Affleck, Jennifer Lopez, Justin Bartha, Al Pacino, Christopher Walken, e Lainie Kazan. A história acompanha o mafioso Gigli, interpretado por Affleck, que recebe ordens de sequestrar o irmão deficiente mental de um poderoso promotor federal. Quando os planos se complicam, o chefe de Gigli envia a sensual criminosa Ricki, papel de Lopez, que chega com as próprias instruções para ajudar no sequestro. Gigli se apaixona por Ricki, que é lésbica, e logo descobrem que a tarefa não será nem um pouco simples.
A mídia popular deu atenção e interesse ao filme durante a produção, principalmente porque Affleck e Lopez, as estrelas do filme, estavam romanticamente envolvidos na época. Devido às críticas negativas, o supercasal chegou a dizer que jamais trabalhariam juntos outra vez. Porém, em 2004, atuariam juntos em Jersey Girl. Após o seu lançamento, e nos anos seguintes, Gigli foi considerado um dos piores filmes de todos os tempos. O filme também foi uma das maiores perdas de dinheiro e arrecadação da história, arrecadando US7.2 milhões contra um orçamento de US$ 75.6 milhões. Em 2014, o Los Angeles Times listou o filme como um dos mais caros fracassos de bilheteria de todos os tempos. Lopez e Affleck receberam o Framboesa de Ouro de pior casal. Até o momento, é o último filme dirigido por Brest, que também recebeu o Framboesa de Ouro de pior diretor.

## Resumo
Larry Gigli (Ben Affleck) é um pequeno criminoso, que recebe como missão sequestrar o irmão de um advogado que está a cuidar de um processo contra o seu chefe.
Gigli realiza a missão e mantém o sequestrado preso no seu apartamento, mas logo percebe que ela não será tão simples assim. Após receber a ajuda de Ricki (Jennifer Lopez), uma gangster, ele acaba por se apaixonar por ela.

## Elenco
- Ben Affleck (Gigli)
- Jennifer Lopez (Ricki)
- Lenny Venito (Louis)
- Justin Bartha (Brian)
- Christopher Walken (Detetive Stanley Jacobellis)
- Lainie Kazan (Mãe)
- Missy Crider (Robin)
- Al Pacino (Starkman)
- Terry Camilleri

## Lançamento

### Recepção crítica
No Rotten Tomatoes, o filme tem uma classificação de aprovação de 6% com base em 184 avaliações com uma classificação média de 2,7 / 10. O consenso crítico do site diz: "Bizarro e desajeitado, Gigli está uma bagunça. Quanto a suas estrelas, Affleck e Lopez carecem de química". Em Metacritic, o filme tem uma pontuação de 18 em 100 com base em 37 críticos, indicando "aversão esmagadora". As audiências pesquisadas pelo CinemaScore deram ao filme uma nota média de "D-" em uma escala A + a F.
Durante o programa Ebert e Roeper, os críticos Roger Ebert e Richard Roeper deram um negativo ao filme, embora Ebert tenha mostrado alguma simpatia pelo filme, afirmando que ele tinha "diálogos inteligentes", mas que era "desorganizado demais para eu recomendá-lo". Roeper chamou o filme de "um desastre" e "um dos piores filmes que eu já vi". Ele então incluiu Gigli em seus 100 piores filmes da década em # 7.
A produção foi definida por um crítico da rede de televisão Fox News, segundo a agência Reuters, como "Bobo, grosseiro e vulgar, 'Gigli' é pior do que a expectativa por ele. O filme, se é que se pode chamá-lo assim, é um desastre completo". The New York Post disparou "A bomba Ben-Jen começa a ganhar vida". Um dos constrangimentos do filme, segundo os jornais, é uma cena de amor em que J-Lo abre as pernas e diz a Affleck: "É hora do peru. Glu, glu." Turkey (peru em inglês) também é sinônimo de fracasso.
Uma das poucas resenhas positivas veio de Amy Dawes da Variety, que escreveu que a história era ridícula e que o filme seria um sucesso, mas que no balanço ela achou um filme divertido com várias boas atuações.
Para o crítico brasileiro Renzo Mora este filme integra um dos 25 piores de todos os tempos.
Seu título foi nomeado pelo Global Language Monitor como um dos maiores piores de Hollywood, tendo um impacto sobre o idioma Inglês em 2003. Diversos comediantes de Late-night talk show debocharam do filme em seus monólogos; Conan O'Brien o satirizou dizendo "Os Mets estão indo tão mal que serão renomeados 'The New York Gigli'."
Yahoo! Movies classifica Gigli como número um em seus filmes com classificação inferior de todos os tempos, com uma classificação de críticos de D−.
Em maio de 2015, o The Hollywood Reporter nomeou Gigli em #25 em sua lista de "50 Piores títulos de filmes de todos os tempos".

## Prémios e nomeações
- Ganhou seis Prémios no Framboesa de Ouro, nas seguintes categorias:
  - Pior Filme
  - Pior Realizador
  - Pior Actor (Ben Affleck)
  - Pior Actriz (Jennifer Lopez)
  - Pior Argumento
  - Pior Par (Ben Affleck e Jennifer Lopez)
- Recebeu ainda outras três nomeações, nas seguintes categorias:
  - Pior Actor Secundário (Al Pacino e Christopher Walken)
  - Pior Actriz Secundária (Lanie Kazan)
- Ganhou a Framboesa de Ouro de Pior Comédia nos 25 Anos do Prémio.